# Richard Hibbard
Richard Martin Hibbard (Neath, 13 dicembre 1983) è un rugbista a 15 britannico, internazionale per il Galles, tallonatore dei Dragons in Pro14.

## Biografia
Gli esordi professionistici di Hibbard nel rugby furono nella disciplina a XIII, da lui praticata in parallelo al XV; fece infatti parte della rosa del 2003 dell'Aberavon Fighting Irish, squadra della conference gallese del campionato britannico di rugby league; nel XV giocava, da dilettante, nello Swansea.
Nel 2004 ebbe il primo contratto professionistico nel XV, per la franchise degli Ospreys, espressione delle regioni di Swansea e Neath Port Talbot, con cui vinse la Celtic League al primo anno, titolo bissato nel 2007; nel 2006 esordì in Nazionale gallese contro l'Argentina aPuerto Madryn, ma non prese parte alla successiva Coppa del Mondo di rugby 2007 in Francia; vinse un ulteriore titolo di Celtic League nel 2010, e l'anno successivo, quando sembrava assodata la sua convocazione per la Coppa del Mondo di rugby 2011, una ricaduta da un infortunio alla spalla occorsogli nell'aprile precedente lo rese indisponibile ad agosto, a un mese dall'inizio della competizione.
Nel 2012 fu parte della squadra che vinse il Sei Nazioni con il Grande Slam e, nel 2013, oltre a rivincere il torneo, prese parte al tour dei British Lions in Australia, scendendo in campo in tutti i tre test match contro gli Wallabies e vincendo la serie 2-1.

## Palmarès
- Pro12: 4
Ospreys: 2004-05, 2006-07, 2009–10, 2011–12
- Coppe Anglo-Gallesi: 1
Ospreys: 2007-08